# Mu'awiya ibn Yazid
Muʿāwiya ibn Yazīd o Muʿāwiya II (in arabo معاوية بن يزيد‎?; 28 marzo 661 – Damasco, 684) è stato un Califfo omayyade per circa quattro mesi dopo la morte del padre Yazīd I, tra il 683 e il 684.
Il califfato che egli aveva ereditato era in uno stato di grave crisi istituzionale, con gli alidi che contestavano gli Omayyadi e Abd Allah ibn al-Zubayr che si arrogava il titolo di califfo, controllando tra l'altro l'Hijaz e altre parti della Penisola araba.

## Nascita e gioventù
Muʿāwiya nacque il 28 marzo 661, figlio di Yazid I, califfo omayyade, e di una donna d'alta estrazione coreiscita.  Il figlio del suo bisnonno, Abū Hāshim Khālid b. ʿUtba (m. 650) era stato nominato wāli di Bassora e la figlia sposò Yazid I nel 660.  Muʿāwiya era il primogenito del califfo, che ebbe altri sei fratelli e numerose imprecisate sorelle.  Quando suo nonno Muʿāwiya divenne califfo nel 661, seppe della nascita del nipote si dice avesse detto: "Certamente è benedetto da Allah ed è un segno chiaro, se ve n'è qualcuno, che io sono il vero califfo. Perché io ho stabilito una dinastia che sarà ricordata bene.  Mio figlio mi succederà e suo figlio succederà a lui". Il nipote fu chiamato Muʿāwiya in onore del nonno.
In realtà questa tradizione appare destituita di fondamento, dal momento che solo più tardi Muʿāwiya esternerà le sue ambizioni di dar vita a una successione dinastica, incontrando la decisa contrarietà di suo "fratello" Ziyād ibn Abīhi, tanto che egli dovette aspettare la sua morte per realizzare il suo progetto.
Secondo al-Ṭabarī, Muʿāwiya II aveva 13 anni quando morì il nonno e, se si accetta tale informazione,  ciò comporterebbe che Muʿāwiya dovesse essere in realtà nato nel 667, quando il padre Yazīd I aveva 25 anni. Il che porterebbe a ipotizzare che l'informazione possa essere stata creata in realtà quando la dinastia omayyade stava affrontando i concreti pericoli d'una sua estinzione.
Muʿāwiya fu il primo principe omayyade a crescere interamente all'interno della corte califfale, dove tra l'altro ciò impediva la possibilità d'un suo assassinio da parte dei nemici della dinastia.  Fu anche il primo a ricevere un'istruzione da parte di docenti privati e istitutori.
Il fatto che Muʿāwiya non fosse mandato a Mecca e Medina fu assai impopolare tra i musulmani.  Questa crescente impopolarità peggiorò con le campagne scatenate dal padre contro al-Husayn b. ʿAlī e ʿAbd Allāh b. al-Zubayr.  Quest'ultima guerra, che portò al sacrilego assedio di Medina e al non meno sacrilego assedio di Mecca, rese anche lui estremamente impopolare.  Fortunatamente per il califfato, Yazīd I morì precocemente nel 683 e suo figlio poté pertanto succedergli.

## Salita al trono
L'ascesa al potere califfale di Muʿāwiya fu accolta con indifferenza e qualche trepidazione dai musulmani, dal momento che essi non sapevano nulla su di lui, salvo che era stato tenuto all'interno della residenza califfale.  Tuttavia, quando Muʿāwiya dichiarò che una tregua sarebbe stata realizzata, vi fu un generale consenso nei suoi confronti, dal momento che egli così metteva fine a una guerra civile lacerante che aveva coinvolto persino i Luoghi Santi dell'Islam.  Muʿāwiya dichiarò che la guerra a Medina e Mecca era stata una follia e blasfema e che i danni subiti dalla Kaʿba erano un sacrilegio.
Il consenso guadagnato tra i musulmani fautori d'una pacificazione fra gli opposti fronti politici e dottrinari raggiunse persino qualcuno fra i seguaci di Ibn al-Zubayr ma per lo più costoro spinsero il loro leader a rompere la tregua e a dichiarare la guerra, sostenendo che il califfo era uno sbarbatello e un codardo, timoroso di combattere e quindi facile da sconfiggere.  Tuttavia la tregua resse per vari mesi, malgrado vi fossero sporadici scontri a Mecca.

## Personalità e ambiente familiare
Nella letteratura principale e tra gli storici moderni il regno di Muʿāwiya è sostanzialmente ignorato.  Il califfo è dipinto come un giovane di salute precaria ma di natura positiva.  Si dice che avesse dichiarato, quando giunsero le notizie sulla morte di suo padre, che quelle erano novità che egli maggiormente temeva, visto che in tal modo egli diventava califfo, cosa che non desiderava essere.  Si dice che Muʿāwiya fosse propenso a convocare una nuova Shūra per scegliere in modo più democratico il nuovo califfo, restaurando in tal modo le tradizioni non-ereditarie del primo Califfato.
Il matrimonio di Muʿāwiya fu alquanto problematico. Suo nonno Muʿāwiya I avrebbe voluto farlo sposare con una donna d'una tribù sud-arabica, rafforzando così il potere della dinastia che al sostegno degli Yemeniti tanto doveva.  Cosa che Muʿāwiya II in effetti fece, ma sua moglie morì improvvisamente nel 677.  Egli si sposò quindi di nuovo nel 678 e nel 680, pur divorziando poi da entrambe nel 682, senza aver potuto avere figli.  Yazīd lo forzò allora a sposare una quarta volta nel 683 una principessa non-araba e più precisamente sasanide, per estendere il potere califfale.  Si diche che la nuova sposa non piacesse a Muʿāwiya e, non appena il padre Yazīd morì, egli divorziò immediatamente.

## Atti di governo
Tradizionalmente, Muʿāwiya viene descritto come poco interessato alla politica, forse non senza qualche ragione. Si disse che il suo essere califfo era un fatto casuale che egli non aveva ricercato.  Si disse anche che fossero stato gli uomini di corte, legati al nonno e anche al padre, ad aver insistito perché accettasse la carica.
Una volta decisa la tregua nel 683, Muʿāwiya si occupò di questioni di politica interna.  Non aveva alcuna intenzione di urtarsi con Ibn al-Zubayr, anche quando gli attriti in realtà non cessarono e la tregua era tale solo formalmente. Muʿāwiya decise l'approvazione di tre provvedimenti che riteneva necessari.  Il primo era la protezione dei diritti delle donne, il secondo riguardava il fatto che nessun uomo dovesse essere messo a morte per un crimine e il terzo che la zakat dovesse essere resa obbligatoria.  Tali leggi furono eliminate una volta che il califfo morì.
Secondo Ṭabarī, Muʿāwiya II regnò invece solo 40 giorni prima di morire di malattia.

## Conflitto con ʿAbd Allāh ibn al-Zubayr
All'inizio del 684, il problema di Ibn al-Zubayr si aggravò e Muʿāwiya fu costretto a dedicare la propria attenzione all'Arabia meridionale.  Respinse qualsiasi tentazione di lanciare un attacco, dichiarando che Medina e Mecca erano sacre.
Invece egli inviò un'ambasciata a Ibn al-Zubayr e affermò che, dal momento che non aveva figli, Ibn al-Zubayr sarebbe potuto diventare il suo successore.  Ibn al-Zubayr respinse questa offerta perché, essendo il califfo assai giovane, sospettava che egli avrebbe potuto avere in futuro un gran numero di figli.  "Non diventerò una balia", Ibn al-Zubayr si dice avesse risposto.
Il messo califfale fu quindi imprigionato e Ibn al-Zubayr proseguì nella sua azione armata.  Il califfo, per parte sua, affermò di voler inviare una nuova missione diplomatica al suo rivale, offrendo espressamente a Ibn al-Zubayr la carica califfale, purché fossero risparmiate le vite dei musulmani.
Sembra che questa seconda ambasceria fosse ugualmente respinta.  Due settimane prima della sua morte, Muʿāwiya dichiarò che avrebbe abdicato, sostenendo che avrebbe piuttosto perso la propria vita pur di risparmiare quelle dei suoi sostenitori in caso di una nuova guerra civile.

## Opinioni della Shīʿa sulla sua abdicazione e la sua morte
Nel giugno 684, Muʿāwiya abdicò. Gli sciiti credono che egli si fosse convertito alla loro visione dell'Islam, dichiarando che egli emanava il "profumo del sangue dell'Ahl al-Bayt" dal suo trono, significando che la sua morte era paragonabile in qualche modo al martirio per la fede.
Si afferma generalmente che la sua morte sia intervenuta un mese dopo la sua abdicazione.